# 17.ª etapa de la Vuelta a España 2020
La 17.ª etapa de la Vuelta a España 2020 tuvo lugar el 7 de noviembre de 2020 entre Sequeros y el Alto de La Covatilla sobre un recorrido de 178,2 km y fue ganada por el francés David Gaudu del equipo Groupama-FDJ. El esloveno Primož Roglič consiguió mantener el liderato antes de llegar a Madrid.

## Clasificación de la etapa
| \| Clasificación de la etapa \| Clasificación de la etapa \| Clasificación de la etapa \| Clasificación de la etapa \| Clasificación de la etapa \| \| Ciclista \| Ciclista \| Equipo \| Tiempo \| \| \| ------------------------- \| ------------------------- \| ------------------------- \| ------------------------- \| ------------------------- \| \| 1.º \| David Gaudu \| Groupama-FDJ \| 4 h 54 min 32 s \| \| \| 2.º \| Gino Mäder \| NTT Pro Cycling \| + 28 s \| \| \| 3.º \| Ion Izagirre \| Astana \| + 1 min 05 s \| \| \| 4.º \| David de la Cruz \| UAE Team Emirates \| + 1 min 05 s \| \| \| 5.º \| Mark Donovan \| Team Sunweb \| + 1 min 53 s \| \| \| 6.º \| Michael Storer \| Team Sunweb \| + 1 min 53 s \| \| \| 7.º \| Guillaume Martin \| Cofidis \| + 2 min 23 s \| \| \| 8.º \| Richard Carapaz \| Ineos Grenadiers \| + 2 min 35 s \| \| \| 9.º \| Hugh Carthy \| EF Pro Cycling \| + 2 min 50 s \| \| \| 10.º \| Primož Roglič \| Jumbo-Visma \| + 2 min 56 s \| \| |                  |                   |                 |
| |                  |                   |                 |
| Fuente: ProCyclingStats |                  |                   |                 |
| Clasificación de la etapa |                  |                   |                 |
| Ciclista | Ciclista         | Equipo            | Tiempo          |
| 1.º | David Gaudu      | Groupama-FDJ      | 4 h 54 min 32 s |
| 2.º | Gino Mäder       | NTT Pro Cycling   | + 28 s          |
| 3.º | Ion Izagirre     | Astana            | + 1 min 05 s    |
| 4.º | David de la Cruz | UAE Team Emirates | + 1 min 05 s    |
| 5.º | Mark Donovan     | Team Sunweb       | + 1 min 53 s    |
| 6.º | Michael Storer   | Team Sunweb       | + 1 min 53 s    |
| 7.º | Guillaume Martin | Cofidis           | + 2 min 23 s    |
| 8.º | Richard Carapaz  | Ineos Grenadiers  | + 2 min 35 s    |
| 9.º | Hugh Carthy      | EF Pro Cycling    | + 2 min 50 s    |
| 10.º | Primož Roglič    | Jumbo-Visma       | + 2 min 56 s    |

## Clasificaciones al final de la etapa

### Clasificación general
| \| Clasificación general \| Clasificación general \| Clasificación general \| Clasificación general \| Clasificación general \| \| Ciclista \| Ciclista \| Equipo \| Tiempo \| \| \| --------------------- \| --------------------- \| ---------------------- \| --------------------- \| --------------------- \| \| 1.º \| Primož Roglič \| Jumbo-Visma \| 67 h 17 min 59 s \| \| \| 2.º \| Richard Carapaz \| Ineos Grenadiers \| + 24 s \| \| \| 3.º \| Hugh Carthy \| EF Pro Cycling \| + 47 s \| \| \| 4.º \| Daniel Martin \| Israel Start-Up Nation \| + 2 min 43 s \| \| \| 5.º \| Enric Mas \| Movistar Team \| + 3 min 36 s \| \| \| 6.º \| Wout Poels \| Bahrain McLaren \| + 7 min 16 s \| \| \| 7.º \| David de la Cruz \| UAE Team Emirates \| + 7 min 35 s \| \| \| 8.º \| David Gaudu \| Groupama-FDJ \| + 7 min 45 s \| \| \| 9.º \| Felix Großschartner \| Bora-Hansgrohe \| + 8 min 15 s \| \| \| 10.º \| Alejandro Valverde \| Movistar Team \| + 9 min 34 s \| \| |                     |                        |                  |
| |                     |                        |                  |
| Fuente: ProCyclingStats |                     |                        |                  |
| Clasificación general |                     |                        |                  |
| Ciclista | Ciclista            | Equipo                 | Tiempo           |
| 1.º | Primož Roglič       | Jumbo-Visma            | 67 h 17 min 59 s |
| 2.º | Richard Carapaz     | Ineos Grenadiers       | + 24 s           |
| 3.º | Hugh Carthy         | EF Pro Cycling         | + 47 s           |
| 4.º | Daniel Martin       | Israel Start-Up Nation | + 2 min 43 s     |
| 5.º | Enric Mas           | Movistar Team          | + 3 min 36 s     |
| 6.º | Wout Poels          | Bahrain McLaren        | + 7 min 16 s     |
| 7.º | David de la Cruz    | UAE Team Emirates      | + 7 min 35 s     |
| 8.º | David Gaudu         | Groupama-FDJ           | + 7 min 45 s     |
| 9.º | Felix Großschartner | Bora-Hansgrohe         | + 8 min 15 s     |
| 10.º | Alejandro Valverde  | Movistar Team          | + 9 min 34 s     |

### Clasificación por puntos
| Clasificación por puntos | Clasificación por puntos | Clasificación por puntos | Clasificación por puntos | Clasificación por puntos |
| Ciclista                 | Ciclista                 | Equipo                   | Puntos                   |                          |
| ------------------------ | ------------------------ | ------------------------ | ------------------------ | ------------------------ |
| 1.º                      | Primož Roglič            | Jumbo-Visma              | 204 pts                  |                          |
| 2.º                      | Richard Carapaz          | Ineos Grenadiers         | 133 pts                  |                          |
| 3.º                      | Daniel Martin            | Israel Start-Up Nation   | 111 pts                  |                          |
| 4.º                      | Hugh Carthy              | EF Pro Cycling           | 96 pts                   |                          |
| 5.º                      | Guillaume Martin         | Cofidis                  | 87 pts                   |                          |
| 6.º                      | Marc Soler               | Movistar Team            | 73 pts                   |                          |
| 7.º                      | Michael Woods            | EF Pro Cycling           | 72 pts                   |                          |
| 8.º                      | Enric Mas                | Movistar Team            | 71 pts                   |                          |
| 9.º                      | Felix Großschartner      | Bora-Hansgrohe           | 71 pts                   |                          |
| 10.º                     | Jasper Philipsen         | UAE Team Emirates        | 66 pts                   |                          |

### Clasificación de la montaña
| Clasificación de la montaña | Clasificación de la montaña | Clasificación de la montaña | Clasificación de la montaña | Clasificación de la montaña |
| Ciclista                    | Ciclista                    | Equipo                      | Puntos                      |                             |
| --------------------------- | --------------------------- | --------------------------- | --------------------------- | --------------------------- |
| 1.º                         | Guillaume Martin            | Cofidis                     | 99 pts                      |                             |
| 2.º                         | Tim Wellens                 | Lotto-Soudal                | 34 pts                      |                             |
| 3.º                         | Richard Carapaz             | Ineos Grenadiers            | 30 pts                      |                             |
| 4.º                         | David Gaudu                 | Groupama-FDJ                | 29 pts                      |                             |
| 5.º                         | Sepp Kuss                   | Jumbo-Visma                 | 27 pts                      |                             |
| 6.º                         | Primož Roglič               | Jumbo-Visma                 | 24 pts                      |                             |
| 7.º                         | Hugh Carthy                 | EF Pro Cycling              | 21 pts                      |                             |
| 8.º                         | Michael Woods               | EF Pro Cycling              | 21 pts                      |                             |
| 9.º                         | Rui Alberto Costa           | UAE Team Emirates           | 21 pts                      |                             |
| 10.º                        | Daniel Martin               | Israel Start-Up Nation      | 20 pts                      |                             |

### Clasificación de los jóvenes
| Clasificación del mejor joven | Clasificación del mejor joven | Clasificación del mejor joven | Clasificación del mejor joven | Clasificación del mejor joven |
| Ciclista                      | Ciclista                      | Equipo                        | Tiempo                        |                               |
| ----------------------------- | ----------------------------- | ----------------------------- | ----------------------------- | ----------------------------- |
| 1.º                           | Enric Mas                     | Movistar Team                 | 69 h 21 min 35 s              |                               |
| 2.º                           | David Gaudu                   | Groupama-FDJ                  | + 4 min 09 s                  |                               |
| 3.º                           | Aleksandr Vlásov              | Astana                        | + 6 min 00 s                  |                               |
| 4.º                           | Gino Mäder                    | NTT Pro Cycling               | + 40 min 03 s                 |                               |
| 5.º                           | Georg Zimmermann              | CCC Team                      | + 41 min 28 s                 |                               |
| 6.º                           | William Barta                 | CCC Team                      | + 45 min 52 s                 |                               |
| 7.º                           | Kobe Goossens                 | Lotto-Soudal                  | + 59 min 21 s                 |                               |
| 8.º                           | Clément Champoussin           | AG2R La Mondiale              | + 1 h 17 min 44 s             |                               |
| 9.º                           | Robert Power                  | Team Sunweb                   | + 1 h 28 min 58 s             |                               |
| 10.º                          | Dorian Godon                  | AG2R La Mondiale              | + 1 h 38 min 24 s             |                               |

### Clasificación por equipos
| Clasificación por equipos | Clasificación por equipos | Clasificación por equipos | Clasificación por equipos |
| Equipo                    | Equipo                    | Tiempo                    |                           |
| ------------------------- | ------------------------- | ------------------------- | ------------------------- |
| 1.º                       | Movistar Team             | 208 h 12 min 42 s         |                           |
| 2.º                       | Jumbo-Visma               | + 10 min 23 s             |                           |
| 3.º                       | Astana                    | + 40 min 09 s             |                           |
| 4.º                       | UAE Team Emirates         | + 1 h 04 min 05 s         |                           |
| 5.º                       | Mitchelton-Scott          | + 1 h 08 min 33 s         |                           |
| 6.º                       | Cofidis                   | + 1 h 44 min 20 s         |                           |
| 7.º                       | Ineos Grenadiers          | + 2 h 32 min 28 s         |                           |
| 8.º                       | Groupama-FDJ              | + 2 h 44 min 38 s         |                           |
| 9.º                       | Team Sunweb               | + 3 h 07 min 51 s         |                           |
| 10.º                      | EF Pro Cycling            | + 3 h 11 min 29 s         |                           |

## Abandonos
Ninguno.